# 大云山江都王陵
大云山江都王陵位于江苏省盱眙县马坝镇云山村大云山山顶，海拔高73.6米，西南与青敦山，小云山汉代贵族墓地相邻。是一处保存比较完整的西汉诸侯王陵园，一号墓墓主为西汉第一代江都王刘非。2009年发生严重盗墓事件后，南京博物院在2009年9月至2011年12月期间进行了抢救性发掘，在陵园内发现主墓3座、陪葬墓11座、车马陪葬坑2座、兵器陪葬坑2座及陵园建筑设施等遗迹，在陵园外发现陪葬墓1座和东司马道，一、二号墓出土包括玉棺、金缕玉衣等在内的陶器、铜器、玉器、金银器、漆器等各类文物一万余件（套），许多文物均为首次发现。学者认为，大云山江都王陵的考古发现对西汉诸侯王陵制度的研究有重要价值，使考古界对西汉诸侯王陵的整体布局和结构首次有了清晰的认识，出土文物为汉代历史和文化研究提供了非常珍贵的实物资料。大云山江都王陵被评为2011年度全国十大考古新发现之一  ，2011年列入江苏省文物保护单位。